# Boletina birulai
Boletina birulai är en tvåvingeart som beskrevs av Lundstrom 1915. Boletina birulai ingår i släktet Boletina och familjen svampmyggor. Inga underarter finns listade i Catalogue of Life.